# Bilbil szarogłowy
Bilbil szarogłowy (Microtarsus priocephalus) – gatunek małego azjatyckiego ptaka z rodziny bilbili (Pycnonotidae). Endemit Indii. Bliski zagrożenia wyginięciem.

## Taksonomia i systematyka
Gatunek został opisany w 1839 roku przez Thomasa Caverhilla Jerdona pod nazwą Brachypus priocephalus. Autor ten jednak, został błędnie „poprawiony” przez Edwarda Blytha, który wprowadził nazwę Brachypodius poiocephalus. Nieścisłość ta weszła do literatury tematu, powodując kolejne nieścisłości w nazewnictwie gatunku. Bilbil szarogłowy był następnie zaliczany do rodzaju Pycnonotus, który jednak okazał się polifiletyczny i ponownie wyodrębniono z niego kilka rodzajów. Obecnie część autorów ponownie zalicza gatunek do rodzaju Brachypodius, inni do szerzej ujmowanego rodzaju Microtarsus.
Bilbil szarogłowy to gatunek monotypowy (nie wyróżnia się podgatunków).

## Występowanie
Naturalne siedliska bilbila szarogłowego znajdują się w południowo-zachodnich Indiach. Jest endemitem Ghatów Zachodnich, gniazduje na terenach od stanu Goa i skrajnego południa stanu Maharasztra po Palani Hills w stanie Tamilnadu na południu. Jest spotykany do wysokości 1400 m n.p.m., rzadko wyżej – do 1800 m n.p.m. Ptak ten zamieszkuje głównie wilgotne lasy wiecznie zielone, w lasach liściastych jest rzadszy; zapuszcza się też do siedlisk na skrajach lasów, w tym takich, w których występują bambusy, trzcinowisk oraz zarośli.

## Morfologia
Jego upierzenie jest oliwkowozielone, szarawe na czubku głowy, karku i podgardlu. Czoło jest żółto-zielone. Tył oraz skrzydła są barwy oliwkowej, która staje się coraz jaśniejszą w kierunku kloaki. Oliwkowe pióra tylnej części tułowia mają czarne obramowanie. Boki ciała są ciemne, o szarych krawędziach. Pokrywy podogonowe są szare. Dziób jest zielonkawo-szary, nogi zaś różowawo-żółte. Tęczówka jest wyraziście niebieskawo-biała. Środkowe sterówki są białe, skrajne zaś czarne z wyraźnie szarymi zakończeniami. Osobniki obu płci mają taki sam wygląd. Młode bilbile szarogłowe charakteryzują się ciemnooliwkowym upierzeniem głowy z żółtym, mniej połyskliwym czołem. Długość ciała 17–19 cm.

## Ekologia i zachowanie
Obecność tych ptaków zdradzają charakterystyczne nawoływania, gdyż bytując wśród gęstej roślinności są trudne do wypatrzenia. Ptak wydaje ostre kraink. Ten jednosylabowy śpiew bilbila szarogłowego jest odmienny od śpiewu typowych przedstawicieli rodzaju Pycnonotus.
Dietę bilbila szarogłowego stanowią w przeważającej części owoce, w tym figi czy owoce lantany; skład diety uzupełniają owady. Ptaki te spotykane są zazwyczaj pojedynczo lub w parach, czasem w niewielkich grupach liczących 4–8 osobników, także z innymi gatunkami wróblowych.
Sezon lęgowy bilbila szarogłowego trwa od stycznia do czerwca, z największym nasileniem w kwietniu. Buduje płaskie gniazda w koronach krzewiastych zarośli. Składa zwykle jedno lub dwa jaja, z których młode wykluwają się po 12–14 dniach. Młode opuszczają gniazdo po 11–13 dniach. Jaja są jasnoróżowe (do liliowego), nakrapiane na czerwono, gęściej przy szerszym końcu. Wysiadywaniem i karmieniem zajmują się osobniki obu płci.

## Status
Międzynarodowa Unia Ochrony Przyrody (IUCN) od 2010 roku uznaje bilbila szarogłowego za gatunek bliski zagrożenia (NT, near threatened). Wcześniej, od 2000 roku miał on status gatunku najmniejszej troski (LC, least concern), a od 1988 roku klasyfikowany był jako gatunek bliski zagrożenia. Liczebność populacji nie została oszacowana, ale jej trend uznaje się za spadkowy.